# Série de championnat de la Ligue américaine de baseball 1997
La Série de championnat de la Ligue américaine de baseball 1997 était la série finale de la Ligue américaine de baseball, dont l'issue a déterminé le représentant de cette ligue à la Série mondiale 1997, la grande finale des Ligues majeures.
Cette série quatre de sept débute le mercredi 8 octobre 1997 et se termine le mercredi 15 octobre par une victoire des Indians de Cleveland, quatre victoires à une sur les Orioles de Baltimore.

## Équipes en présence
Les Orioles de Baltimore complètent la saison 1997 avec le meilleur dossier victoires-défaites (98-64) de la Ligue américaine, et le deuxième meilleur du baseball majeur après les Braves d'Atlanta (101-61) de la Ligue nationale. Qualifiés pour les séries éliminatoires à titre de meilleurs deuxièmes en 1996, les Orioles devancent cette fois les Yankees de New York par deux parties en tête de la division Est pour remporter un premier championnat de section depuis 1983. En Série de divisions, les Orioles éliminent les Mariners de Seattle (90-72), champions dans l'Ouest, trois victoires à une et accèdent à une deuxième finale de la Ligue américaine en deux ans pour la première fois depuis 1973-1974.
Avec 86 victoires et 75 défaites, les Indians de Cleveland remportent 13 parties de moins que la saison précédente, mais leur performance durant la saison est néanmoins suffisante pour ajouter à leur palmarès le troisième de cinq titres consécutifs de la section Centrale, où ils devancent par six parties les White Sox de Chicago. Opposés aux Yankees de New York (96-66), qualifiés comme meilleurs deuxièmes, les Indians gagnent la Série de divisions trois victoires contre deux.
Les Indians s'amènent en Série de championnat avec l'intention de venger leur échec de la saison précédente où, largement favoris au premier tour éliminatoire, ils avaient été éliminés par Baltimore.

## Déroulement de la série

### Calendrier des rencontres
| Match | Date       | Visiteur             | Hôte                 | Score              |
| ----- | ---------- | -------------------- | -------------------- | ------------------ |
| 1     | 8 octobre  | Indians de Cleveland | Orioles de Baltimore | 0 - 3              |
| 2     | 9 octobre  | Indians de Cleveland | Orioles de Baltimore | 5 - 4              |
| 3     | 11 octobre | Orioles de Baltimore | Indians de Cleveland | 1 - 2 (12 manches) |
| 4     | 12 octobre | Orioles de Baltimore | Indians de Cleveland | 7 - 8              |
| 5     | 13 octobre | Orioles de Baltimore | Indians de Cleveland | 4 - 2              |
| 6     | 15 octobre | Indians de Cleveland | Orioles de Baltimore | 1 - 0 (11 manches) |

### Match 1
Mercredi 8 octobre 1997 à Camden Yards, Baltimore, Maryland.
| Indians de Cleveland | 0 | 0 | 0 | 0 | 0 | 0 | 0 | 0 | 0 | 0 | 4 | 1 |
| Orioles de Baltimore | 1 | 0 | 2 | 0 | 0 | 0 | 0 | 0 | X | 3 | 6 | 1 |
| Lanceurs partants : CLE : Chad Ogea BAL : Scott Erickson Vic. : Scott Erickson (1-0) Déf. : Chad Ogea (0-1) Sauv. : Randy Myers (1) HRs: BAL : Brady Anderson (1), Roberto Alomar (1) |   |   |   |   |   |   |   |   |   |   |   |   |

### Match 2
Jeudi 9 octobre 1997 à Camden Yards, Baltimore, Maryland.
| Indians de Cleveland | 2 | 0 | 0 | 0 | 0 | 0 | 0 | 3 | 0 | 5 | 6 | 3 |
| Orioles de Baltimore | 0 | 2 | 0 | 0 | 0 | 2 | 0 | 0 | 0 | 4 | 8 | 1 |
| Lanceurs partants : CLE : Charles Nagy BAL : Jimmy Key Vic. : Paul Assenmacher (1-0) Déf. : Armando Benítez (0-1) Sauv. : José Mesa (1) HRs : CLE : Marquis Grissom (1), Manny Ramírez (1) BAL : Cal Ripken (1) |   |   |   |   |   |   |   |   |   |   |   |   |

### Match 3
Samedi 11 octobre 1997 à Jacobs Field, Cleveland, Ohio.
| Orioles de Baltimore                                                                                         | 0 | 0 | 0 | 0 | 0 | 0 | 0 | 0 | 1 | 0 | 0 | 0 | 1 | 8 | 1 |
| Indians de Cleveland                                                                                         | 0 | 0 | 0 | 0 | 0 | 0 | 1 | 0 | 0 | 0 | 0 | 1 | 2 | 6 | 0 |
| Lanceurs partants : BAL : Mike Mussina CLE : Orel Hershiser Vic. : Eric Plunk (1-0) Déf. : Randy Myers (0-1) |   |   |   |   |   |   |   |   |   |   |   |   |   |   |   |

### Match 4
Dimanche 12 octobre 1997 à Jacobs Field, Cleveland, Ohio.
| Orioles de Baltimore | 0 | 1 | 4 | 0 | 0 | 0 | 1 | 0 | 1 | 7 | 12 | 2 |
| Indians de Cleveland | 0 | 2 | 0 | 1 | 4 | 0 | 0 | 0 | 1 | 8 | 13 | 0 |
| Lanceurs partants : BAL : Scott Erickson CLE : Jaret Wright Vic. : José Mesa (1-0) Déf. : Alan Mills (0-1) HRs : BAL : Harold Baines (1), Brady Anderson (2), Rafael Palmeiro (1) CLE : Sandy Alomar (1), Manny Ramírez (2) |   |   |   |   |   |   |   |   |   |   |    |   |

### Match 5
Lundi 13 octobre 1997 à Jacobs Field, Cleveland, Ohio.
| Orioles de Baltimore | 0 | 0 | 2 | 0 | 0 | 0 | 0 | 0 | 2 | 4 | 10 | 0 |
| Indians de Cleveland | 0 | 0 | 0 | 0 | 0 | 0 | 0 | 0 | 2 | 2 | 8  | 1 |
| Lanceurs partants : BAL : Scott Kamieniecki CLE : Chad Ogea Vic. : Scott Kamieniecki (1-0) Déf. : Chad Ogea (0-2) HRs : BAL : Eric Davis (1) |   |   |   |   |   |   |   |   |   |   |    |   |

### Match 6
Mercredi 15 octobre 1997 à Camden Yards, Baltimore, Maryland.
| Indians de Cleveland | 0 | 0 | 0 | 0 | 0 | 0 | 0 | 0 | 0 | 0 | 1 | 1 | 3  | 0 |
| Orioles de Baltimore | 0 | 0 | 0 | 0 | 0 | 0 | 0 | 0 | 0 | 0 | 0 | 0 | 10 | 0 |
| Lanceurs partants : CLE : Charles Nagy BAL : Mike Mussina Vic. : Brian Anderson (1-0) Déf. : Armando Benítez (0-2) Sauv. : José Mesa (2) HRs : CLE : Tony Fernandez (1) |   |   |   |   |   |   |   |   |   |   |   |   |    |   |

## Joueur par excellence
Le voltigeur de centre Marquis Grissom, à sa première et seule année avec les Indians de Cleveland, remporte l'honneur du joueur par excellence de la Série de championnat 1997 de la Ligue américaine de baseball. En huitième manche du second affrontement contre les Orioles, Grissom claque un retentissant coup de circuit de trois points qui transforme un déficit de 2-4 en victoire de 5-4 pour les Indians. Deux jours plus tard, dans le troisième match et avec une série égale à une victoire de chaque côté, le rapide Grissom marque le point de la victoire en 12e manche en réussissant un jeu rare, un vol du marbre aux dépens de la défensive des Orioles. Il complète la série avec six coups sûrs en six matchs et quatre points produits.